# Kramer proti Kramerju
Kramer proti Kramerju (angleško Kramer vs. Kramer) je pravniški dramski film iz leta 1979, ki ga je režiral in zanj napisal scenarij Robert Benton ter temelji na romanu Kramer vs. Kramer Averyja Cormana iz leta 1977. V glavnih vlogah nastopajo Dustin Hoffman, Meryl Streep, Jane Alexander in Justin Henry. Zgodba prikazuje ločitev para in njen vpliv na sina ter posledično spremembo njunega odnosa in pogleda na starševstvo. Film se ukvarja s temami psihologije in posledic ločitve ter tudi socialnimi temami, kot so vloge spolov, ženske pravice, očetove pravice, ravnotežje med delom in življenjem ter starši samohranilci.
Film je bil premierno prikazan 19. decembra 1979 pod distribucijo Columbia Pictures. Naletel je na dobre ocene kritikov in dosegel velik finančni uspeh ter z več kot 106 milijonov USD prihodkov postal najdonosnejši film leta. Na 52. podelitvi je bil nominiran za oskarja v za to leto rekordnih devetih kategorijah, nagrajen pa je bil za najboljši film, režijo, igralca (Hoffman), stansko igralko (Streep) in prirejeni scenarij. Nominiran je bil tudi za osem zlatih globusov, od katerih je bil nagrajen za najboljši dramski film, igralca v dramskem filmu (Hoffman), scenarij in stransko igralko (Streep), ter šest nagrad BAFTA.

## Vloge
- Dustin Hoffman kot Ted Kramer
- Meryl Streep kot Joanna (Stern) Kramer
- Justin Henry kot Billy Kramer
- Jane Alexander kot Margaret Phelps
- Petra King kot Petie Phelps
- Melissa Morell kot Kim Phelps
- Howard Duff kot John Shaunessy
- George Coe kot Jim O'Connor
- JoBeth Williams kot Phyllis Bernard
- Howland Chamberlain kot sodnik Atkins
- Dan Tyra kot sodni pisar